# Touwtrekvereniging De Berketrekkers

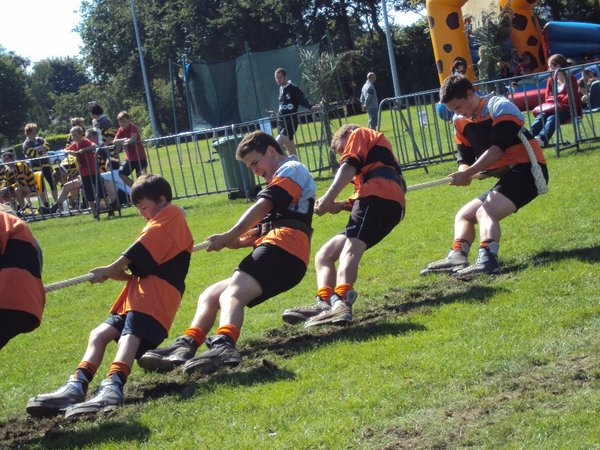
Berketrekkers

Touwtrekvereniging De Berketrekkers, afgekort TTV De Berketrekkers is de oudste actieve touwtrekvereniging van België. Ze is als Touwtrekteam KLJ Merksplas ontstaan op 28 april 1988. Het was de eerste touwtrekvereniging in de Kempen die op een georganiseerde manier ging deelnemen aan touwtrekwedstrijden. Na enige tijd begonnen ze ook hun tegenstanders te motiveren om ook regelmatig deel te nemen aan wedstrijden. Deze contacten mondde in december 1989 uit in de oprichting van de Kempische Touwtrek Vereniging. Deze zou kort na het ontstaan van Belgische touwtrekbond weer verdwijnen.
De trainingen vonden op verschillende plaatsen in Merksplas plaats, zo ook een periode in gehucht Berkelaar in Merksplas. Daar werd de naam aan ontleed. Sinds 2003 wordt er echter getraind op de gemeentelijke sportvelden waar op 21 september 2012 hun accommodatie met touwtrekhal is geopend. Deze accommodatie zal niet alleen gebruikt worden door de eigen leden maar wordt ook, onder begeleiding van een gediplomeerd initiator, opengesteld voor jeugd- en andere verenigingen, alsook voor scholen en bedrijven. Belangrijk hierbij is de toegankelijkheid van de accommodatie voor mensen met een audio, visuele of verstandelijke beperking.

## Palmares
Op hun 25-jarige geschiedenis werden vooral prestaties in de jeugdklasse behaald. Zo werden De Berketrekkers 5 keer Belgisch Kampioen in de jeugdklasse en haalde ze in deze klasse brons op het Europees Kampioenschap in Jersey 1997. Verder werden ze tot "sportvereniging van het jaar" verkozen in 2004, 2005, 2009, 2011, 2012 en 2014 van de gemeente Merksplas. De Berketrekkers kreeg de jeugd de titel "sportploeg van het jaar" in 2009 en 2010 toegekend en beloften U23 werd "sportploeg van het jaar" in 2013. Tevens hebben ze het Belgisch kampioenschap van 2011 georganiseerd en zijn ze winnaar geworden van de eerste VlaS-beker. Sinds het opstarten van de belofteklasse onder 23 is dit de favoriete klasse voor TTV De Berketrekkers.

### Belgisch Kampioenschap[5]
| Jaar: | Categorie:           | Medaille: |
| ----- | -------------------- | --------- |
| 1990  | Heren 6-tal          | Goud      |
| 1992  | Heren -680 kg        | Zilver    |
| 1993  | Heren -680 kg        | Zilver    |
| 1994  | Jeugd 6-tal          | Zilver    |
| 1995  | Jeugd 6-tal          | Zilver    |
| 1995  | Jeugd 6-tal          | Brons     |
| 1997  | Jeugd vrij gewicht   | Brons     |
| 1997  | Heren -640 kg        | Zilver    |
| 1998  | Jeugd vrij gewicht   | Goud      |
| 1998  | Heren -600 kg        | Brons     |
| 2000  | Jeugd vrij gewicht   | Brons     |
| 2001  | Jeugd vrij gewicht   | Brons     |
| 2001  | Jeugd Gensb          | Goud      |
| 2003  | Heren -600 kg        | Zilver    |
| 2004  | Jeugd Gensb          | Brons     |
| 2005  | Jeugd Gensb          | Zilver    |
| 2006  | Jeugd Gensb          | Goud      |
| 2006  | Heren -640 kg        | Zilver    |
| 2007  | Jeugd Gensb          | Goud      |
| 2008  | Jeugd Gensb          | Brons     |
| 2009  | Jeugd Gensb          | Goud      |
| 2009  | Dames -640 kg        | Zilver    |
| 2010  | Beloften U23 -600 kg | Zilver    |
| 2011  | Beloften U23 -600 kg | Zilver    |
| 2011  | Dames -640 kg        | Brons     |
| 2012  | Beloften U23 -600 kg | Goud      |
| 2013  | Beloften U23 -600 kg | Goud      |
| 2013  | Jeugd Gensb          | Brons     |
| 2015  | Jeugd U19 -560 kg    | Goud      |
| 2015  | Beloften U23 -600 kg | Goud      |
| 2015  | Heren -580 kg        | Goud      |
| 2015  | Heren -640 kg        | Brons     |
| 2016  | Beloften U23 -600 kg | Brons     |
| 2016  | Heren -580 kg        | Brons     |
| 2016  | Heren vrije klasse   | Brons     |